# Vassílievka (Partizanski)
Vassílievka - Васильевка (rus) - és un poble del krai de Primórie, a l'Extrem Orient de Rússia, que en el cens del 2010 tenia 119 habitants. Pertany al districte rural de Partizanski.